# شهرستان هالت (میزوری)
شهرستان هالت، میزوری (به انگلیسی: Holt County, Missouri) یک شهرستان در ایالات متحده آمریکا است که در میزوری واقع شده‌است.